# Billy Wilder
Billy Wilder, właśc. Samuel Wilder (ur. 22 czerwca 1906 w Suchej Beskidzkiej, zm. 27 marca 2002 w Los Angeles) – amerykański reżyser, scenarzysta i producent filmowy, pochodzący z rodziny austriackich Żydów. Twórca klasycznych obrazów hollywoodzkich, reprezentujących różnorodne gatunki filmowe – od kina noir i gorzkich dramatów psychologicznych po komedie romantyczne: Podwójne ubezpieczenie (1944), Stracony weekend (1945), Bulwar Zachodzącego Słońca (1950), Pół żartem, pół serio (1959), Garsoniera (1960). Siedmiokrotny laureat Oscara, odznaczony Narodowym Medalem Sztuki.

## Życiorys
Jego rodzice prowadzili restaurację dworcową w Suchej (obecnie Sucha Beskidzka w Polsce, ówcześnie Austro-Węgry). Wyjechał do Wiednia, skąd pochodziła jego rodzina (jako miejsce urodzenia podawał Wiedeń). Planował zostać prawnikiem, ale został reporterem wiedeńskiej gazety. Wykorzystując swe doświadczenie, przeniósł się do Berlina, gdzie pracował dla największej w mieście gazety ilustrowanej.
Od 1929 pisał scenariusze do wielu niemieckich filmów. Używał wówczas nazwiska Billie Wilder. W 1933, po dojściu do władzy Adolfa Hitlera, wyemigrował do Paryża, a potem do Stanów Zjednoczonych. Gdy przybył do Hollywood, znał tylko kilka słów w języku angielskim, ale uczył się bardzo szybko. Dzięki kontaktom z Peterem Lorre, z którym wspólnie mieszkał, szybko wszedł do amerykańskiego świata filmu.
W 1938 rozpoczął współpracę ze scenarzystą Charlesem Brackettem, z którym napisał scenariusze do filmów Ninoczka (1939) Ernsta Lubitscha i Ognista kula (1941) Howarda Hawksa. Później współpracowali przy reżyserowanych przez samego Wildera obrazach Pięć grobów na drodze do Kairu (1943), Stracony weekend (1945) oraz Bulwar Zachodzącego Słońca (1950). Jego ulubionym aktorem był Jack Lemmon.
Przeszedł na emeryturę w 1981. W 1988 otrzymał Nagrodę im. Irvinga G. Thalberga. Zmarł na zapalenie płuc w zachodnim Los Angeles. Został pochowany na cmentarzu Westwood Village Memorial Park Cemetery w Westwood (Los Angeles).
Był dwukrotnie żonaty: w latach 1936–1946 z Judith Coppicus-Iribe, od 1949 z piosenkarką i aktorką Audrey Young. Z pierwszego małżeństwa miał urodzone w 1939 bliźnięta, Victorię i Vincenta (zmarł po narodzinach).

## Książki o Billym Wilderze
- Edward Sochacki: Billy Wilder. Pół żartem, pół serio. Sucha Beskidzka: Gmina Sucha Beskidzka, 2020, 64 strony.

## Filmografia

### Reżyser
- 1934: Mauvaise Graine/Złe nasienie[2]
- 1942: Major i mała
- 1943: Pięć grobów na drodze do Kairu
- 1944: Podwójne ubezpieczenie
- 1945: Stracony weekend; Die Todesmühlen (krótkometrażowy dokument)
- 1948: Cesarski walc; Sprawa zagraniczna
- 1950: Bulwar Zachodzącego Słońca
- 1951: As w potrzasku
- 1953: Stalag 17
- 1954: Sabrina
- 1955: Słomiany wdowiec
- 1957: Miłość po południu; Świadek oskarżenia; W duchu St. Louis
- 1959: Pół żartem, pół serio
- 1960: Garsoniera
- 1961: Raz, dwa, trzy
- 1963: Słodka Irma
- 1964: Pocałuj mnie, głuptasie
- 1966: Szczęście Harry’ego
- 1970: Prywatne życie Sherlocka Holmesa
- 1972: Avanti!
- 1974: Strona tytułowa
- 1978: Fedora
- 1981: Najlepszy kumpel

### Scenarzysta
W trakcie swej ponad 65-letniej kariery był autorem scenariuszy do 80 produkcji filmowych, głównie pełnometrażowych.

- 1929: Der Teufelsreporter (czas: 54')
- 1930: Ludzie w niedzielę (73');
- 1930: Der Kampf mit dem Drachen oder: Die Tragödie des Untermieters (14');
- 1930: Ein Burschenlied aus Heidelberg (79')
- 1931: Der Mann, der seinen Mörder sucht (97');
- 1931: Ihre Hoheit befiehlt (96');
- 1931: Seitensprünge (62');
- 1931: Der falsche Ehemann (85');
- 1931: Princesse, à vos ordres! (82');
- 1931: Emil i detektywi (75')
- 1932: Zwycięzca (92');
- 1932: Es war einmal ein Walzer (78');
- 1932: Jasnowłosy sen I (98');
- 1932: Happy Ever After (86');
- 1932: Jasnowłosy sen II (95');
- 1932: Urwis z Wiednia (86');
- 1932: Where Is This Lady? (77');
- 1932: Das Blaue vom Himmel (77');
- 1932: Un peu d’amour
- 1933: Madame wünscht keine Kinder (86');
- 1933: Madame ne veut pas d’enfants (75');
- 1933: Was Frauen träumen (90'); Adorable (88')
- 1934: Złe nasienie (86');
- 1934: One Exciting Adventure (70');
- 1934: Music in the Air (85')
- 1935: Under Pressure (72');
- 1935: Lottery Lover (82');
- 1935: Emil i detektywi (71')
- 1937: Szampański walc (85')
- 1938: Ósma żona Sinobrodego (85');
- 1938: That Certain Age (95')
- 1939: Północ (94'); What a Life (75');
- 1939: Ninoczka (110')
- 1940: French Without Tears (86');
- 1940: Rhythm on the River (92');
- 1940: Ukaż się, moja ukochana (110')
- 1941: Złote wrota (116'); Ognista kula (111')
- 1942: Historia jednego fraka (118');
- 1942: Major i mała (100')
- 1943: Pięć grobów na drodze do Kairu (96')
- 1944: Podwójne ubezpieczenie (107')
- 1945: Stracony weekend (101')
- 1947: Żona biskupa (109')
- 1948: Cesarski walc (106');
- 1948: Sprawa zagraniczna (116');
- 1948: Narodziny piosenki (113')
- 1950: La voyageuse inattendue (88');
- 1950: Bulwar Zachodzącego Słońca (110')
- 1951: As w potrzasku (111')
- 1953: Stalag 17 (120')
- 1954: Sabrina (113');
- 1954: Emil i detektywi (90')
- 1954–1955: Lux Video Theatre (serial TV, 3 odcinki po 60' każdy)
- 1955: Słomiany wdowiec (105')
- 1956: Robert Montgomery Presents (serial TV, 1 odcinek)
- 1957: W duchu St. Louis (135');
- 1957: Miłość po południu (130');
- 1957: Świadek oskarżenia (116')
- 1959: Pół żartem, pół serio (121')
- 1960: Ninotchka (film TV);
- 1960:  Garsoniera (125');
- 1960: Ryzykowna gra (127')
- 1961: Raz, dwa, trzy (104')
- 1962: Bunt na Bounty (178')
- 1963: Słodka Irma (147')
- 1964: Pocałuj mnie, głuptasie (125')
- 1965: Ates gibi kadin (62')
- 1966: Szczęście Harry’ego (125')
- 1967: Casino Royale (131')
- 1970: Prywatne życie Sherlocka Holmesa (125')
- 1972: Avanti! (144')
- 1973: Double Indemnity (75')
- 1974: Strona tytułowa (105')
- 1978: Fedora (116')
- 1981: Najlepszy kumpel (96')
- 1982: Świadek oskarżenia (film TV, 97')

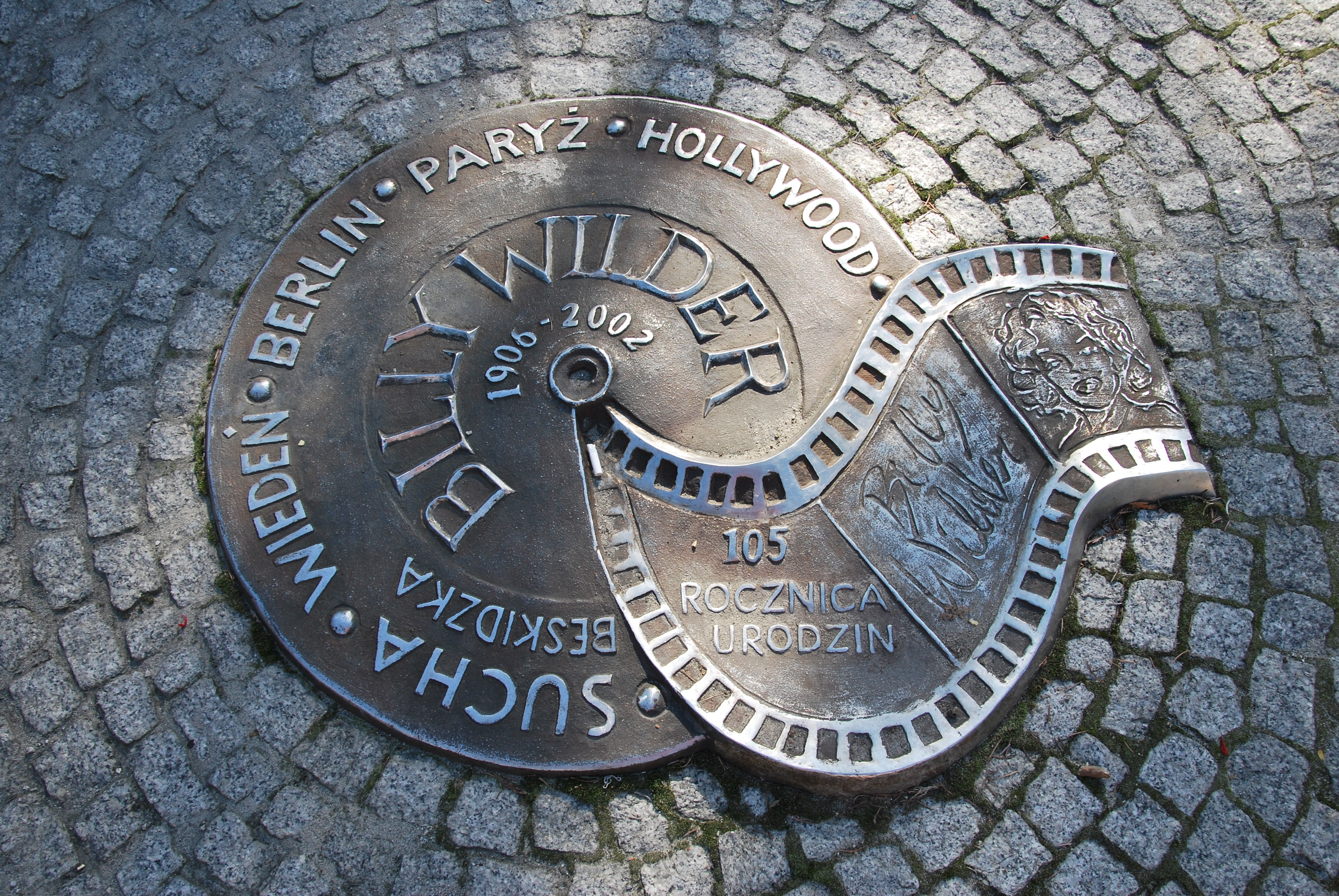
Tablica pamiątkowa na rynku w Suchej Beskidzkiej

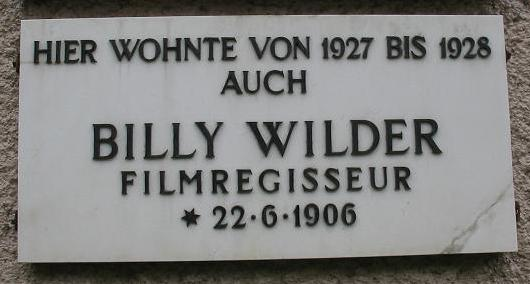
Tablica poświęcona Wilderowi w Berlinie (w Schöneberg), Victoria-Luise-Platz 11

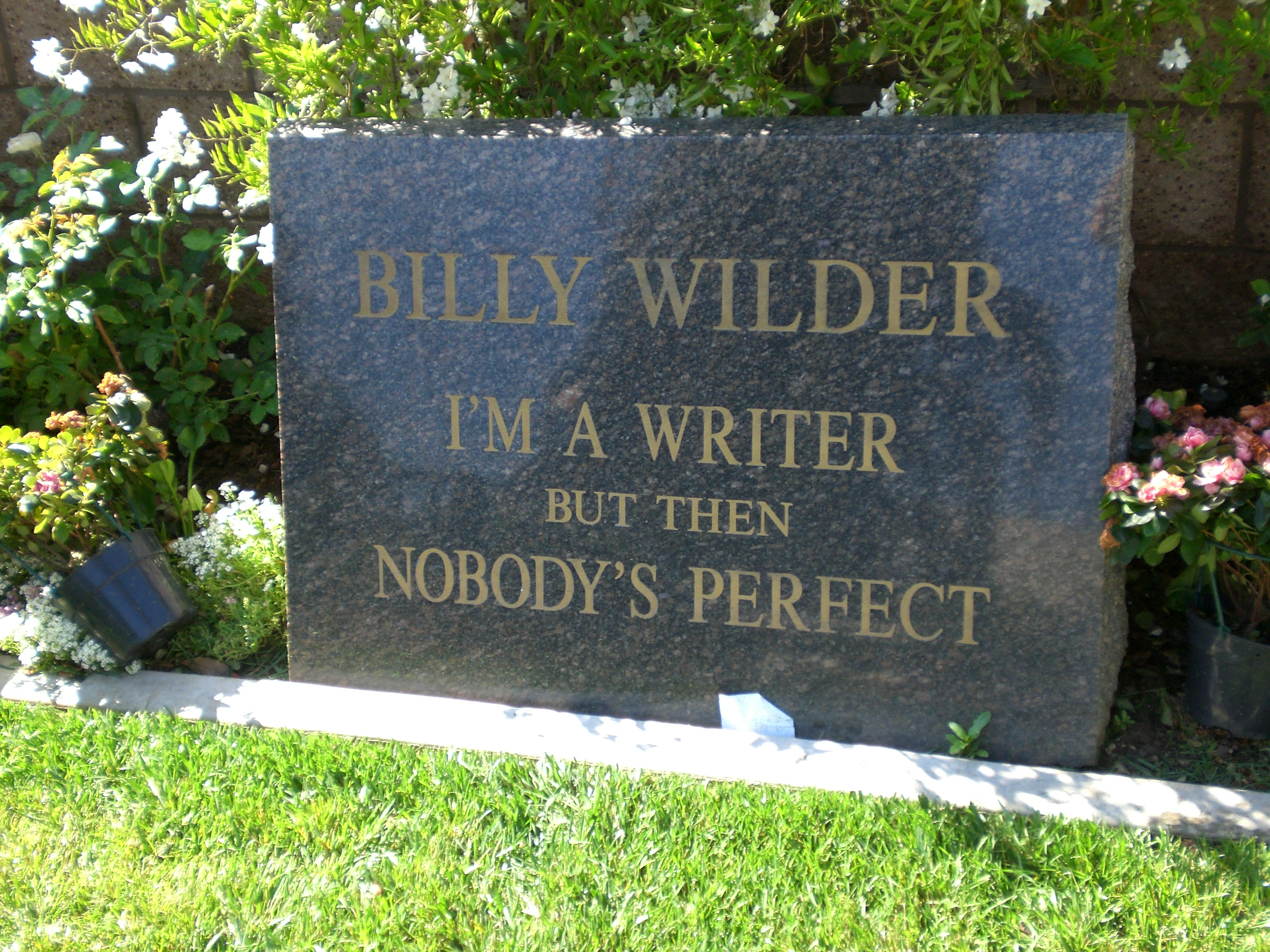
Grób Billy’ego Wildera w Westwood

- 1995: Sabrina (127').

### Nagrody
- Nagrody Akademii Filmowej:
  - Oscary:
    - Oscar za najlepszy film:
      - 1946 – Stracony weekend
      - 1961 – Garsoniera

    - Oscar za najlepszą reżyserię:
      - 1946 – Stracony weekend
      - 1961 – Garsoniera

    - Oscar za najlepszy scenariusz oryginalny:
      - 1951 – Bulwar Zachodzącego Słońca
      - 1961 – Garsoniera

    - Oscar za najlepszy scenariusz adaptowany:
      - 1946 – Stracony weekend

  - Nagroda im. Irvinga G. Thalberga: 1988
- Złote Globy:
  - Złoty Glob dla najlepszego reżysera:
    - 1946 – Stracony weekend
    - 1951 – Bulwar Zachodzącego Słońca

  - Złoty Glob za najlepszy scenariusz:
    - 1955 – Sabrina
- Brytyjska Akademia Sztuk Filmowych i Telewizyjnych: 1961 – Najlepszy film: Garsoniera
- Festiwal Filmowy w Cannes: 1946 – Złota Palma za film Stracony weekend
- Międzynarodowy Festiwal Filmowy w Berlinie: 1993 – Honorowy Złoty Niedźwiedź
- Międzynarodowy Festiwal Filmowy w Wenecji:
  - 1972 – Honorowy Złoty Lew

### Producent
- 1951: As w potrzasku
- 1953: Stalag 17
- 1954: Sabrina
- 1955: Słomiany wdowiec
- 1957: Miłość po południu
- 1959: Pół żartem, pół serio
- 1960: Garsoniera
- 1961: Raz, dwa, trzy
- 1963: Słodka Irma
- 1964: Pocałuj mnie, głuptasie
- 1966: Szczęście Harry’ego
- 1970: Prywatne życie Sherlocka Holmesa
- 1972: Avanti!
- 1978: Fedora.